# Phyllonorycter malayana
Phyllonorycter malayana là một loài bướm đêm thuộc họ Gracillariidae. Nó được tìm thấy ở Malaysia (Pahang).
Sải cánh dài 6.2-6.8 mm.
Ấu trùng ăn Engelhardia spicata. Chúng ăn lá nơi chúng làm tổ.